# Frontera entre Noruega i Finlàndia
La frontera entre Noruega i Finlàndia es la frontera internacional que separa el regne de Noruega de la república de Finlàndia. Està formada per llacs i rius i és delimitada per dos trifinis: la que separa Suècia, Noruega i Finlàndia assenyalada per la Fita dels Tres Països (Treriksröset) i la que separa Finlàndia, Noruega i Rússia al turó de Muotkavaara, a la vora del llac Inari.

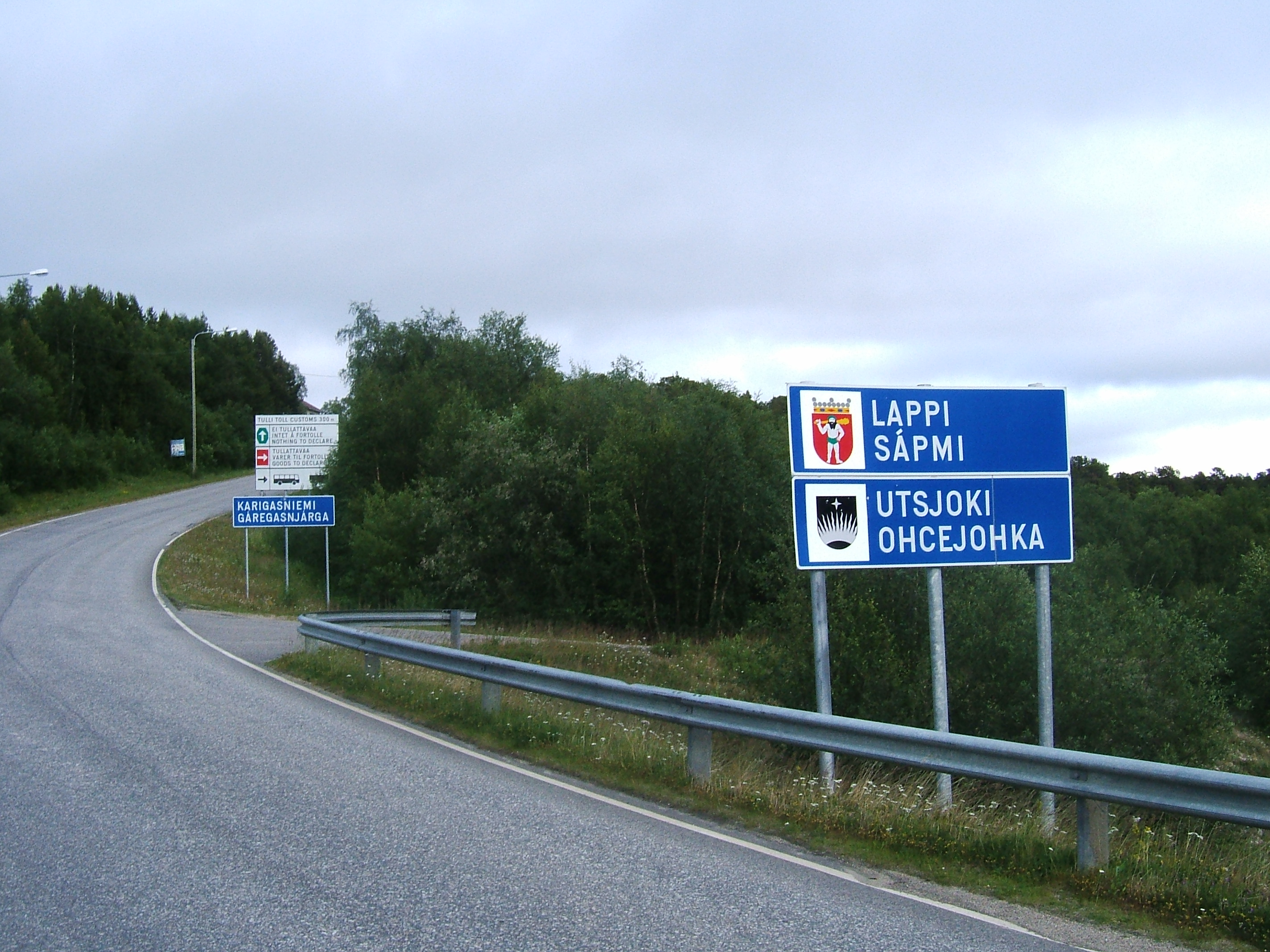
Pas de la fronteara vora d'Utsjoki.

## Traçat
Aquesta frontera consisteix en una única secció entesa de forma integral a Lapònia. Separa les província finlandesa de Lapònia al sud del landsdel Nord-Norge al nord.
A part del fet que aquesta frontera travessa la muntanya Halti, el punt més alt de Finlàndia, està limitat per un nombre molt reduït de municipis (d'oest a est): Enontekiö, Inari i Utsjoki a Finlàndia i Storfjord, Kåfjord, Nordreisa, Kautokeino, Karasjok, Tana, Nesseby i Sør-Varanger a Noruega.
Dos sortints són delimitats per aquesta frontera: el territori del municipi d'Enontekiö a Finlàndia i la part sud del municipi de Sør-Varanger a Noruega.

## Història
La frontera va ser definida en un tractat des de 1751, però llavors era una part de la frontera entre el Regne de Suècia, que dominava Finlàndia i la Corona de Dinamarca, que governava Noruega. En el període 1738-1751 hi va haver investigacions sobre el terreny i negociacions sobre la frontera, encara que la part finlandesa necessitava menys negociacions. Després d'això es van erigir cairns, l'últim a Nesseby el 1766. Després que Finlàndia es convertís en un Gran Ducat de Rússia en 1809, el Regne independent de Noruega va ser evocat en la unió personal amb Suècia sota el rei suec, i es va negociar novament un tractat amb l'Imperi Rus el 1816 definint la part més oriental de la zona de frontera. Entre 1920 i 1944, la zona de Petsamo pertanyia a Finlàndia, de manera que la frontera entre Finlàndia i Noruega es va estendre al llarg de l'actual frontera entre Rússia i Noruega cap a l'oceà. El tractat de 1751 també va concedir als samis el dret de travessar la frontera lliurement amb els seus rens, com sempre ho havien fet. En 1852, la frontera Noruega-Finlàndia/Rússia va ser tancada, causant problemes als sami, que necessitaven els boscos finlandesos per al pasturatge d'hivern de rens.
La frontera entre Finlàndia i Noruega és oberta, ja que ambdós països formen part de l'Espai Schengen. És legal travessar la frontera en qualsevol lloc, si no cal cap declaració de duana o una verificació de passaport. Hi ha una àrea lliure fronterera de 8 metres al llarg de la frontera terrestre. Gairebé la meitat de la frontera segueix els rius Anarjohka i Tana.

## Llista de passos fronterers per carretera
D'est a oest:
- Neiden (carretera 92), N
- Polmak (carretera 970/895), N
- Utsjoki (carretera E75), F
- Karigasniemi (carretera92), F
- Kivilompolo (carretera E45), F
- Helligskogen (carretera E8), N

N = oficina duanera en el costat noruec
F = oficina duanera en el costat finlandès
Tots els passos per carretera en aquesta frontera tenen oficines duaneres